# Erich Uhlmann
Erich Uhlmann (* 7. März 1904 in Augsburg; † 1. Oktober 1988 in Ludvika, Schweden) war ein deutscher Elektrotechniker.
Nach seinem Studium an der TH München und in Braunschweig bei Erwin Otto Marx wurde er bei AEG in Berlin Entwicklungsingenieur. 1935 emigrierte er als Jude (oder Gatte einer Jüdin?) nach Schweden. Hier wurde er bei ASEA ein international bekannter Fachmann auf dem Gebiet der Grundlagenforschung zur Hochspannungs-Gleichstrom-Übertragung (HGÜ). Er errichtete die erste kommerzielle HGÜ zwischen Schweden und Gotland. Die IEEE verlieh ihm den Uno Lamm Award. Im Jahr 1974 erhielt er den VDE-Ehrenring.
Es gab noch einen gleichnamigen Dermatologen.

## Veröffentlichungen
- Der elektrische Durchschlag von Luft zwischen konzentrischen Zylindern; In: Mitteilungen aus dem Institut für elektrische Meßkunde und Hochspannungstechnik der TH Braunschweig; Springer, 1929
- Power transmission by direct current; Springer, 1975
- Stromrichter an Netzen mit begrenzter Kurzschlußleistung; In: Archiv für Elektrotechnik; 63, 1981, S. 267–274
- Stabilisierung von Wechselstromnetzen durch asynchrone Gleichstromverbindungen; In: Archiv für Elektrotechnik; 53; 1969